# Margrit Rieben
Margrit „Maru“ Rieben (* 6. Mai 1963 in Bern) ist eine Schweizer Jazzschlagzeugerin und  Musiklehrerin.

## Leben und Wirken
Rieben erhielt ab dem elften Lebensjahr Klavierunterricht. Anschliessend studierte sie an der Swiss Jazz School mit Hauptfach Schlagzeug bei Billy Brooks (Abschluss 1993). Sie war Mitglied von Atropa Belladonna, des SwissImprovisersOrchestra (S.I.O.) und der Schallmaschine von Fritz Hauser. Sie gehört den Gruppen TSUKI (mit Hans Koch und Paed Conca), Beinwell und dem Perkussionsduo Bones and Battery (mit David Lerch) an. Des Weiteren hat sie mit Dorothea Schürch, Alfred Zimmerlin, Joëlle Léandre, Maggie Nicols, Martin Schütz, Hans Burgener, Magda Vogel, John Wolf Brennan, Fredy Studer oder Saadet Türköz, zusammen gespielt.
Von 1984 bis 2004 war sie Mitglied und in der Leitung der Werkstatt für improvisierte Musik Bern. Rieben ist in Europa und in Japan aufgetreten. Sie interessiert sich für die unterschiedlichsten Klangerzeuger und erstellt seit 2000 auch Klanginstallationen. Sie arbeitet auch im visuellen Bereich, komponiert und unterrichtet.
1995 erhielt Margrit Rieben ein Musikstipendium des Kantons Bern für Paris. Weiterhin war sie von 1999 bis 2004 als Mitglied der Musikkommission der Stadt Bern tätig.

## Klanginstallationen
- «Marmaraphon», INVENTA Baden 2000, in der Galerie 25 in Siselen, 2002 und 2003
- «der Friedhof: mein vis-à-vis» auf dem Friedhof Bümpliz 2002 (mit B. Unternährer)
- «Meersicht», Klangraum Heiligkreuz 2003 (mit A.Rieser)
- «Soundscapes», Richard Wagner Museum 2003 (mit B.Unternährer und C.Wildbolz).

## Diskographische Hinweise
- Atropa Belladonna: i (Zytglogge, 1992)
- Rieben-Burgener-Hofmann: Lilith (FOR4EARS, 1995)
- Lüscher-Rieben-Wildbolz: Cieletterra (ALTRISUONI/AS, 1998)
- Senn-Brennan-Rieben: MinuteAge  (FOR4EARS, 1999)
- Margrit Rieben Solo: cooking the lovers (Tonkünstlerverein/stv/asm, 2000)
- S.I.O.: Das fremde Kind (Tonkünstlerverein/stv/asm, 2004)